# Rodrigo Riquelme
Pour les articles homonymes, voir Riquelme.
Rodrigo Riquelme, né le 2 avril 2000 à Madrid en Espagne, est un footballeur international espagnol qui évolue au poste d'ailier gauche au Real Betis.

## Biographie

### Débuts à l'Atlético de Madrid
Né à Madrid en Espagne, Rodrigo Riquelme est formé par le club où il a grandi, le Real Saragosse et poursuit sa formation au Rayo Vallecano puis à l'Atlético de Madrid. Intégrant le club madrilène à l'âge de 10 ans, Riquelme, alors surnommé Roro, y poursuit sa progression dans les différentes équipes de jeunes jusqu'à atteindre l'équipe professionnelle.
En 2019-2020, il est convoqué par Diego Simeone sans entrer en jeu lors des deux premières journée de Liga. Le 1er septembre 2019, à l'occasion de la troisième journée de Liga face à la SD Eibar, il dispute son premier match sous le maillot de l'équipe première de l'Atlético. Il entre en jeu à la place de Thomas Lemar et son équipe s'impose par trois buts à deux ce jour-là,.

### Prêts
Le 1er octobre 2020, il est prêté à l'AFC Bournemouth pour une saison avec option d'achat,. Il inscrit son premier but pour Bournemouth le 31 octobre 2020, face à Derby County, en championnat. Entré en jeu à la place de Philip Billing ce jour-là, il permet à son équipe de faire match nul avec son but (1-1 score final),.
Le 30 août 2021, Riquelme est cette fois prêté au CD Mirandés.
Le 1er août 2022, Riquelme est cette fois prêté au Girona FC pour une saison sans option d'achat.

### Retour à l'Atlético de Madrid
Rodrigo Riquelme fait son retour à l'Atlético de Madrid lors de l'été 2023, en vue de la saison 2023-2024.

### Real Betis
En juillet 2025, Riquelme est transféré au Real Betis où il s'engage pour cinq saisons. Le montant de l'indemnité de transfert est estimé à 8 millions d'euros, l'Atlético de Madrid conservant 50% des droits sportifs du joueur. Riquelme remplace numériquement Jesús Rodríguez dans l'effectif sévillan.

### En sélection
En mars 2022, Rodrigo Riquelme est convoqué pour la première fois par Luis de la Fuente, le sélectionneur de l'équipe d'Espagne espoirs. Il joue son premier match le 25 mars 2022 contre la Lituanie. Il entre en jeu à la place de Bryan Gil et son équipe s'impose largement ce jour-là par huit buts à zéro.
Riquelme inscrit son premier but avec les espoirs le 3 juin 2022, contre l'Irlande du Nord. Titularisé, il se distingue en plus de son but en délivrant une passe décisive pour Juan Miranda, participant ainsi à la victoire de son équipe (0-6 score final).
Avec les espoirs, Riquelme réalise son premier doublé le 22 septembre 2022 contre la Roumanie. Il permet ainsi à son équipe de s'imposer par quatre buts à un.
Le 10 novembre 2023, il est appelé pour la première fois avec l'équipe d'Espagne. Il honore sa première sélection lors de ce rassemblement, le 16 novembre 2023, contre Chypre. Il entre en jeu à la place de Mikel Oyarzabal et son équipe s'impose par trois buts à un,.

## Statistiques détaillées
| Saison                | Club                   | Championnat           | Championnat | Championnat | Championnat | Coupe(s) nationale(s) | Coupe(s) nationale(s) | Coupe(s) nationale(s) | Supercoupe | Supercoupe | Supercoupe | Compétition(s) continentale(s) | Compétition(s) continentale(s) | Compétition(s) continentale(s) | Compétition(s) continentale(s) | Total | Total | Total |
| Saison                | Club                   | Division              | M.          | B.          | P.d.        | M.                    | B.                    | P.d.                  | M.         | B.         | P.d.       | Comp.                          | M.                             | B.                             | P.d.                           | M.    | B.    | P.d.  |
| 2019-2020             | Atletico Madrid        | Liga                  | 1           | 0           | 0           | 1                     | 0                     | 0                     | -          | -          | -          | -                              | -                              | -                              | -                              | 2     | 0     | 0     |
| 2023-2024             | Atletico Madrid        | Liga                  | 34          | 3           | 5           | 4                     | 1                     | 0                     | 1          | 0          | 0          | C1                             | 8                              | 0                              | 0                              | 47    | 4     | 5     |
| 2024-2025             | Atletico Madrid        | Liga                  | 16          | 0           | 1           | 5                     | 1                     | 0                     | 0          | 0          | 0          | C1                             | 5                              | 0                              | 0                              | 26    | 1     | 1     |
| Sous-total            | Sous-total             | Sous-total            | 51          | 3           | 6           | 10                    | 2                     | 0                     | 1          | 0          | 0          | -                              | 13                             | 0                              | 0                              | 75    | 5     | 6     |
| 2020-2021             | AFC Bournemouth (prêt) | Championship          | 16          | 1           | 0           | 3                     | 1                     | 0                     | -          | -          | -          | -                              | -                              | -                              | -                              | 19    | 2     | 0     |
| 2021-2022             | CD Mirandés (prêt)     | Liga Adelante         | 36          | 7           | 12          | 3                     | 1                     | 0                     | -          | -          | -          | -                              | -                              | -                              | -                              | 39    | 8     | 12    |
| 2022-2023             | Girona FC (prêt)       | Liga                  | 34          | 4           | 4           | 1                     | 1                     | 0                     | -          | -          | -          | -                              | -                              | -                              | -                              | 35    | 5     | 4     |
| 2025-2026             | Real Betis             | Liga                  | 1           | 0           | 1           | -                     | -                     | -                     | -          | -          | -          | -                              | -                              | -                              | -                              | 1     | 0     | 1     |
| Total sur la carrière | Total sur la carrière  | Total sur la carrière | 138         | 15          | 23          | 17                    | 5                     | 0                     | 1          | 0          | 0          | -                              | 13                             | 0                              | 0                              | 169   | 20    | 23    |

### En sélection nationale
| Saison                | Sélection             | Phases finales        | Phases finales | Phases finales | Phases finales | Éliminatoires | Éliminatoires | Éliminatoires | Ligue des nations | Ligue des nations | Ligue des nations | Matchs amicaux | Matchs amicaux | Matchs amicaux | Total | Total | Total |
| Saison                | Sélection             | Compétition           | M              | B              | Pd             | M             | B             | Pd            | M                 | B                 | Pd                | M              | B              | Pd             | M     | B     | Pd    |
| --------------------- | --------------------- | --------------------- | -------------- | -------------- | -------------- | ------------- | ------------- | ------------- | ----------------- | ----------------- | ----------------- | -------------- | -------------- | -------------- | ----- | ----- | ----- |
| 2023-2024             | Espagne               | -                     | -              | -              | -              | 2             | 0             | 0             | -                 | -                 | -                 | -              | -              | -              | 2     | 0     | 0     |
| Total sur la carrière | Total sur la carrière | Total sur la carrière | -              | -              | -              | 2             | 0             | 0             | -                 | -                 | -                 | -              | -              | -              | 2     | 0     | 0     |